# Jehan de Lescurel
Jehan de Lescurel, a volte citato anche come Jehannot de l'Escurel, (... – 23 maggio 1304), è stato un poeta e compositore francese.

## Biografia

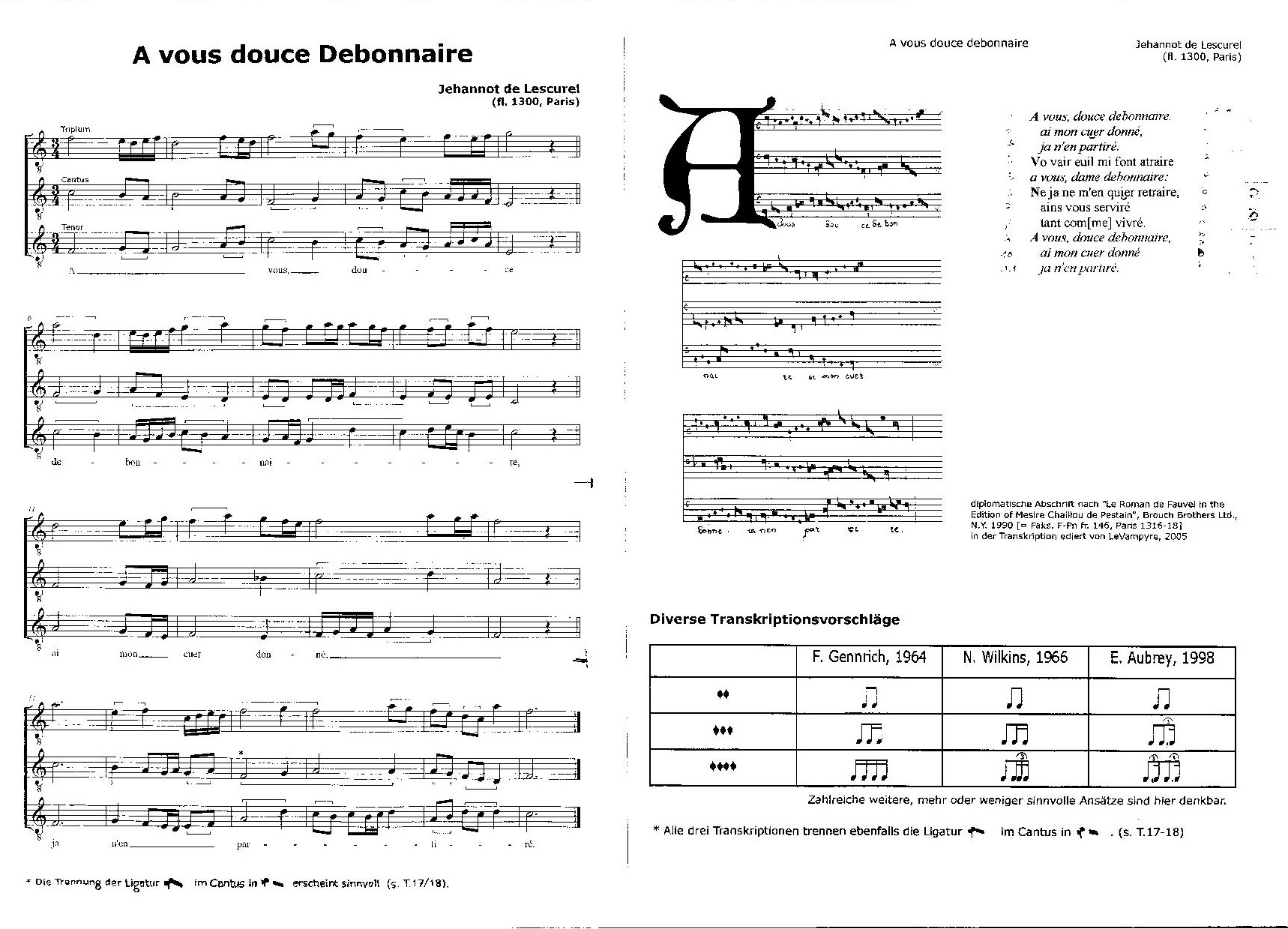
A vous douce debonnaire

Nulla si sa della sua vita a parte che era figlio di un mercante di Parigi e che probabilmente ricevette la sua educazione musicale presso la scuola di musica della Cattedrale di Notre-Dame.
Secondo Charles-Victor Langlois (1927) fu impiccato il 23 maggio 1304, insieme a tre altri giovani chierici di Notre Dame, tra cui Oudinet Pisdoé, per "depravazione" e "crimini contro le donne". Recenti ricerche, compiute da Mary e Richard Rouse, hanno dimostrato che "Jehan de Lescurel" era un nome piuttosto comune nei primi anni del XIV secolo a Parigi e nessun legame esiste tra Jehan de Lescurel, il compositore e Jehan de Lescurel che fu impiccato.
Egli fu una figura di transizione fra il periodo dei trovieri e l'ars nova. Il suo stile lirico lo accomuna ai compositori del periodo successivo e questi dovettero avere grande stima di lui per inserire le sue opere nel manoscritto Roman de Fauvel custodito nella Biblioteca nazionale di Francia.
Molte delle sue composizioni sono delle canzoni monofoniche, scritte nello stile dei trovieri;  soltanto uno dei 34 pezzi è polifonico, un rondò a tre voci A vous douce debonnaire, anche se ne scrisse altri che non ci sono pervenuti. Le canzoni sono virelai, ballate, rondò e diz entés; esse hanno dei testi scritti più nello stile del XIV secolo che in quello del XIII. Sono semplici, affascinanti e la dissolutezza non è un tema ricorrente.